# 鄭虔
鄭 虔（てい けん、生没年不詳）は、唐の玄宗時期の学者。本貫は滎陽郡開封県。玄祖父は鄭述祖（鄭道昭の三男）。高祖父は鄭叔武。曾祖父は鄭道授。祖父は鄭懐節。父は鄭鏡思。詩・書・画に長け、多くの著書をものしたが、貧困にあえいだ。のち、安史の乱において燕に降伏し、官職を受けたため、乱後に左遷された。杜甫と特に親交があった。

## 経歴
地理や地形、地方の物産、各地の兵の数について詳しかった。高官であった蘇頲と年齢を越えた交わりを結び、その推薦を受けた。天宝元年（742年）、協律郎に就任し、80以上の著書を書き上げたが、その著書に国史を私撰した部分があるという上書が出されたことで、10年間地方に流された。長安に戻ってからも、玄宗からその才能を愛され、広文館の博士に任命され、国子司業の蘇源明と交流があった。山水画・書道・詩作に長じ、玄宗にそれを献上し、「鄭虔三絶（詩・書・画）」と賞され、著作郎に移った。
天宝14載（755年）、安史の乱が勃発すると、燕の軍に捕らえられて洛陽に移され、安禄山側の水部郎中に任命された。密かに粛宗の唐側に通じたが、至徳2載（757年）、安慶緒の洛陽逃亡の際に、張通と王維とともに、燕に降伏した罪で宣陽里に閉じこめられた。3人とも画に長じていたため、崔円によって、壁画を描かせられ、死罪を免れ、台州の司戸参軍事に落とされた。その数年後に死去している。
官職に就いた時でも貧困のままで、紙に不足することもあった。そのため、杜甫の詩に、「才名四十年、坐客寒にして氈（敷物）無し」と詠まれている。杜甫・李白ともに詩酒の友であったと伝えられる。
その画について、王維・畢宏とともに三絶と呼ばれた。晩唐の朱景玄も『唐朝名画録』において、第七位「能品上」に評価している。

## 畢宏
木と石の画に長けており、松石図を門下省の壁に描き、杜甫など多くの詩人に詩で称えられた。当代において、その画の名声は高く、樹木の画法に変革を行ったと伝えられる。
大暦2年（767年）、給事中となり、その後、京兆少尹に移り、太子左庶子となった。
その画は、「唐朝名画録」において、第七位「能品上」に評価されている。

## 伝記資料
- 『新唐書』巻二百二 列伝第百二十七　文芸中「鄭虔伝」